# 덕우저수지
덕우저수지는 경기도 화성시 봉담읍 덕우리에 있는 저수지이다. 1944년에 착공하여 1949년에 준공되었다. 시설관리자는 한국농어촌공사이다.
덕우저수지는 면적 28만평의 평지형으로 좌측상류 3km지점에 있는 기천저수지의 물이 흘러들어 이루어진 저수리로서 돌담거리지, 발안지 등 여러 가지 이름으로 불리는 곳이다. 주변 먹거리 및 숙박시설도 잘 되어 있어 가족나들이에 적합하다. 수심이 2~3m로 얕고 수초가 적당히 분포되어 있어 낚시하기에 좋은 조건을 갖추고 있다.

## 저수지 규모
- 유역면적 : 2,270ha
- 저수량 : 3,546.9천m3
- 관개면적 : 584.1ha

## 시설 제원
- 제방 : 흙댐 (필댐), 길이  367m, 높이 14m
- 물넘이 : 게이트식, 길이 20.4m, 높이 3.5m